# 김도형 (축구 선수)
김도형(金度亨, 1990년 10월 6일 ~ )은 대한민국의 축구 선수이며 포지션은 공격수이다. 현재 부산 아이파크 소속이다.

## 클럽 경력
동아대학교를 졸업하고 2013년 부산 아이파크에 입단하였다. 같은 해 전주 시민축구단에 잠시 몸담았다가 2014년 옌볜 창바이샨으로 이적하였다.
2015년 여름 자유 계약으로 충주 험멜에 입단하였다.
2017시즌을 앞두고 상주 상무에 입단했다.
2017시즌 이후 원 소속팀인 충주 험멜이 해체하면서 제대 후 돌아갈 소속팀이 사라지는 상황이 발생했다.
2018년 9월 상주 상무에서 제대했으며, 2018년 9월 5일 K리그1의 포항 스틸러스에 입단했다.
2020시즌을 앞두고 대전 한국철도로 이적했다.
2020시즌 여름 이적시장에서 K리그2의 수원 FC로 이적했다.
2021시즌을 앞두고 화성 FC에 입단했다.